# Бруно Петкович
Бруно Петкович (на хърватски: Bruno Petković) е хърватски футболист, който играе на поста нападател. Състезател на Динамо (Загреб) и националния отбор по футбол на Хърватия. Участник на Мондиал 2022 в Катар, където бележи изравнителния гол на 1/4 финала срещу националния отбор по футбол на Бразилия за 1:1.

## Успехи
Динамо (Загреб)
- Шампион на Хърватия (3): 2018/19, 2019/20, 2020/21
- Купа на Хърватия (1): 2021[2]
- Суперкупа на Хърватия (1): 2019

Хърватия
- Трето място и бронзов медал на Световното първенство по футбол 2022 в  Катар.[3]